# Nicolás Paredes
Pour les articles homonymes, voir Paredes.
Pardes  Avellaneda est un nom espagnol. Le premier nom de famille, en général paternel, est Pardes ; le second, en général maternel, souvent omis, est Avellaneda.
César Nicolás Paredes Avellaneda, né le 5 septembre 1992 à Bogota, est un coureur cycliste colombien.

## Palmarès et résultats

### Palmarès par année
- 2015
  - Mémorial Augusto Triana
- 2016
  - 2e étape de la Vuelta a Antioquia
  - 2e de la Vuelta a Chiriquí
- 2017
  - Tour du Chili
- 2018
  - Tour du Michoacán
  - 3e du Gran Premio Comité Olímpico Nacional
- 2019
  - 2e de la Vuelta a Cundinamarca
- 2021
  - 1re étape de la Clásica Aguazul
- 2022
  - 3e du Tour de Mendoza
- 2023
  - Clásica Villavicencio
  - Tour de Mendoza
  - 3e étape de la Vuelta a Nariño
  - 3e de la Vuelta del Porvenir San Luis
  - 3e de la Vuelta a Nariño
- 2024
  - 5e étape du Grand Prix Club Olimpia
  - Tour du Honduras
  - 3e du Tour de Mendoza

### Classements mondiaux
| Année                                 | 2013  | 2014 | 2015 | 2016 | 2017 | 2018  | 2019 | 2020 | 2021  | 2022 | 2023 | 2024  |
| ------------------------------------- | ----- | ---- | ---- | ---- | ---- | ----- | ---- | ---- | ----- | ---- | ---- | ----- |
| Classement mondial                    |       |      |      | nc   | 984e | 2458e | 731e | 687e | 2068e | nc   | 745e | 1516e |
| UCI Europe Tour                       | 1112e | nc   | nc   | nc   | nc   | 1643e |      |      |       |      |      |       |
| UCI America Tour                      | nc    | nc   | nc   | nc   | 63e  | nc    | 83e  | 49e  | 343e  | nc   | 69e  | nc    |
|                                       |       |      |      |      |      |       |      |      |       |      |      |       |
| Légende : nc = non classéSource : UCI |       |      |      |      |      |       |      |      |       |      |      |       |